# Stafford Poole
Il reverendo Stafford Poole (Oxnard, 6 marzo 1930 – 1º novembre 2020) è stato un presbitero e storico statunitense, nonché professore di storia e presidente del St. John's Seminary College di Camarillo. Era noto per i suoi completi studi su Nostra Signora di Guadalupe.

## Biografia
Poole nacque a Oxnard (California), figlio di Beatrice Hessie Smith e di Joseph Outhwaite Poole. Nel 1947 si unì alla Congregazione della Missione di San Vincenzo de' Paoli. Fu ordinato nel 1956, ed insegnò in seguito nei seminari del Midwest e della California. Dopo aver rinunciato alla carriera da insegnante nel 1990, si mise a studiare la lingua nahuatl classica e pubblicò numerose opere in questo campo.
Le opere di Poole riguardo a Nostra Signora di Guadalupe comprendono i libri Our Lady of Guadalupe. The Origins and Sources of a Mexican National Symbol, 1531-1797, The Guadalupan Controversies in Mexico, una traduzione in inglese del racconto di Luis Laso de la Vega in nahuatl di un'apparizione, Huei tlamahuiçoltica, ed una traduzione con critica di due storie nahuatl su Guadalupe. Tra gli altri libri vi sono le biografie di Juan de Ovando e Pedro Moya de Contreras, oltre che numerosi articoli in riviste accademiche.